# Gracias a Dios
A Gracias a Dios (jelentése spanyolul: ’Hála Istennek’) Thalía mexikói énekesnő második kislemeze negyedik, En éxtasis című albumáról. Szerzője Juan Gabriel, videóklipjét Benny Corral rendezte.
A dal angol nyelvű változata, az I Found Your Love megtalálható Thalía következő, Nandito Ako című lemezén. Rezesbanda-feldolgozása is készült, amely a Thalía con banda – grandes éxitos albumon szerepel.
A szám 26. helyezést ért el a Billboard Top Latin Songs slágerlistán, és 8. lett a Latin Pop Songsen.

## Külső hivatkozások
- Gracias a Dios. YouTube